# 틸시트로

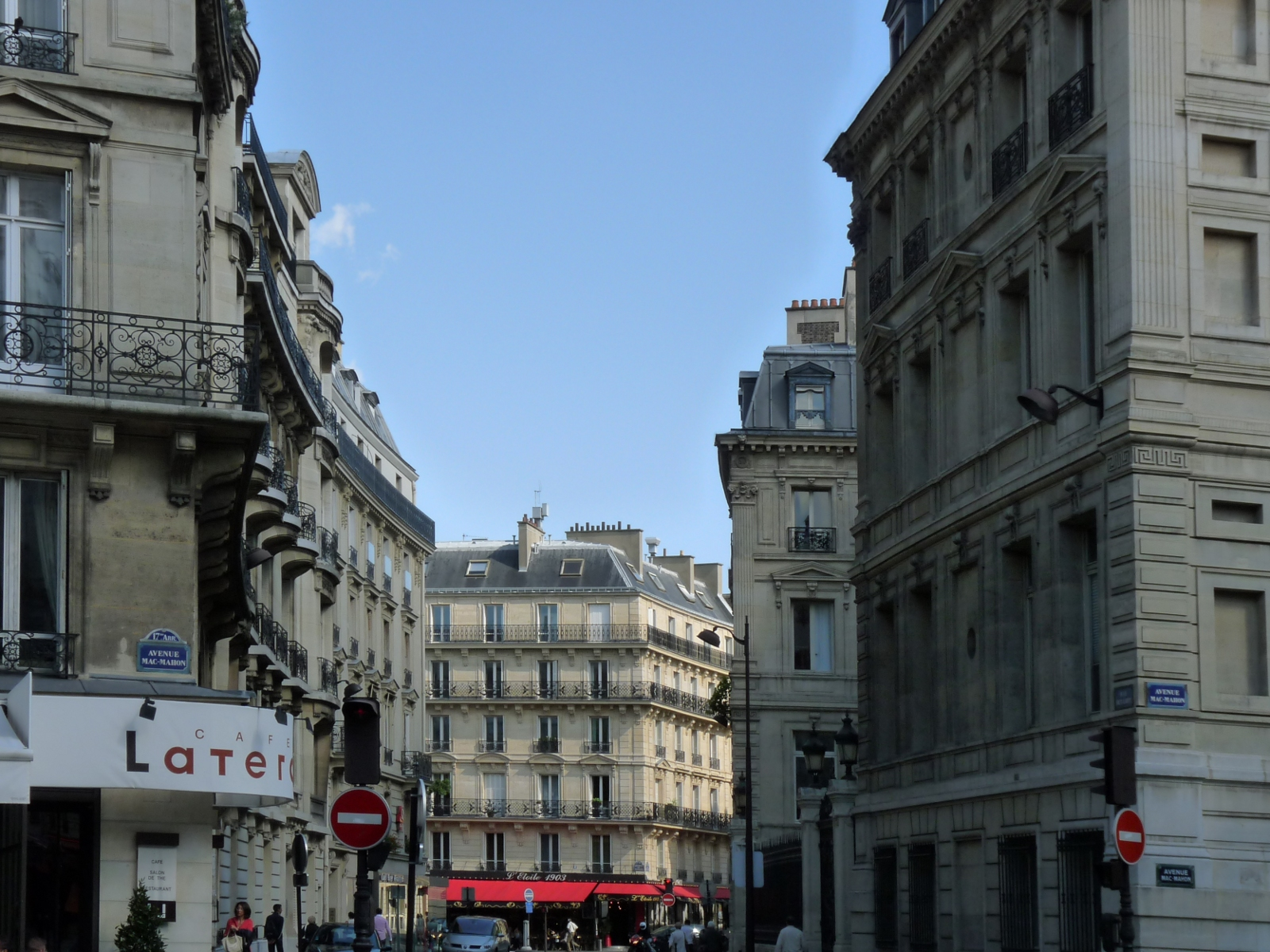

틸싯 드 루(Rue de Tilsitt)는 파리의 거리이다. 틸싯 드 루라는 이름은 1864년에 지어졌다.